# Lionneta sechellensis
Lionneta sechellensis är en spindelart som beskrevs av Benoit 1979. Lionneta sechellensis ingår i släktet Lionneta och familjen dansspindlar.
Artens utbredningsområde är Seychellerna. Inga underarter finns listade i Catalogue of Life.